# 巴特利特·拉菲
巴特利特·拉菲（英文：Bartlett Laffey，1841年—1901年3月22日）是爱尔兰裔的美国海军水手和荣誉勋章获得者。

## 人物经历
拉菲出生于爱尔兰的戈尔韦郡，他于1862年3月17日在马萨诸塞州加入美国海军，随后被分配到马尔莫拉号尾轮炮艇服役。
1864年3月5日，美利坚联盟国对密西西比州亚祖城的联邦阵地发起猛烈进攻。在激烈的战斗中，拉菲架起了12磅重的榴弹炮并召集了炮组成员。尽管敌人密集的炮火摧毁了炮架并破坏了撞锤，拉菲依然勇敢地站在榴弹炮旁，为击退南方联盟的猛烈攻势作出了巨大贡献。 拉菲因其勇敢的行为获得了荣誉勋章。其他的两名船员，水手詹姆斯·斯托达德和水手威廉 J.弗兰克斯也因担任炮手而获得表彰。
1901年3月22日，巴特利特·拉菲在马萨诸塞州切尔西去世。

## 名字传承
美国海军的两艘舰艇以巴特利特·拉菲命名，分别是班森级驱逐舰DD-459与艾伦·M·桑拿级驱逐舰DD-724。他的孙女爱莲娜·G·福格蒂女士主持了DD-459的下水典礼并为其冠名，这艘驱逐舰随后于1942年的瓜達爾卡納爾海戰中损失。为了纪念DD-459的英勇作战表现，第二艘同名舰于1943年建成，并一直服役至1975年。第二艘拉菲号现在被保存为博物馆舰并注册为美国国家历史名胜。

## 荣誉勋章嘉奖令
军衔和组织：水手，美国海军。出生：1841年，爱尔兰。认证：马萨诸塞州。G.O.编号：32，1864年4月16日。
嘉奖令：
1864年3月5日，在密西西比州亚祖城附近，拉菲带着一门安装在野战炮架上的12磅榴弹炮从马尔莫拉号出发，在激烈的战斗中带领其他船员架设大炮，尽管敌人的火力摧毁了炮架与撞锤，他依然勇敢地站在大炮旁战斗，在激战中促使敌军撤退。 